# Makanruixi
Makanruixi (en rus Маканруши; en japonès 磨勘留島; Makanru-tō) és una petita illa volcànica situada al nord de les illes Kurils, al mar d'Okhotsk. El seu nom deriva de l'ainu. Actualment es troba deshabitada, tot i que hi ha documentat el seu ús per part dels ainus.

## Geografia
L'illa té una forma rectangular, amb una superfície de 49 km² i es troba 28 km de l'extrem nord-oest de l'illa d'Onekotan. L'illa consta d'un estratovolcà, el Mitaka, que s'eleva fins a 1.169 msnm. La costa té penya-segats escarpats i no hi ha platges de sorra, cosa que en dificulta l'arribada.